# کله کله
کِلِه کِلِه (ارمنی: քելե քելե; انگلیسی: Qélé, Qélé) ترانه‌ای از خواننده ارمنی، سیروشو است. این ترانه نماینده ارمنستان در مسابقه آواز یوروویژن ۲۰۰۸ بود. کِلِه کِلِه (به انگلیسی: Come on Come on) به معنی بیا بیا است.

## تاریخچه
لفظ کِلِه در ارمنستان غربی کاربرد داشته و به مرور زمان تغییر پیدا کرده‌است. این لفظ هم‌اکنون نیز در ارمنستان معادل بیا ((به ارمنی: արի) آری) استفاده می‌شود. سایر معادل‌ها عبارتنداز: (ارمنی: արի āri), (ارمنی: եկ ek),
(ارمنی: դավայ dāvāy)

## نگارخانه

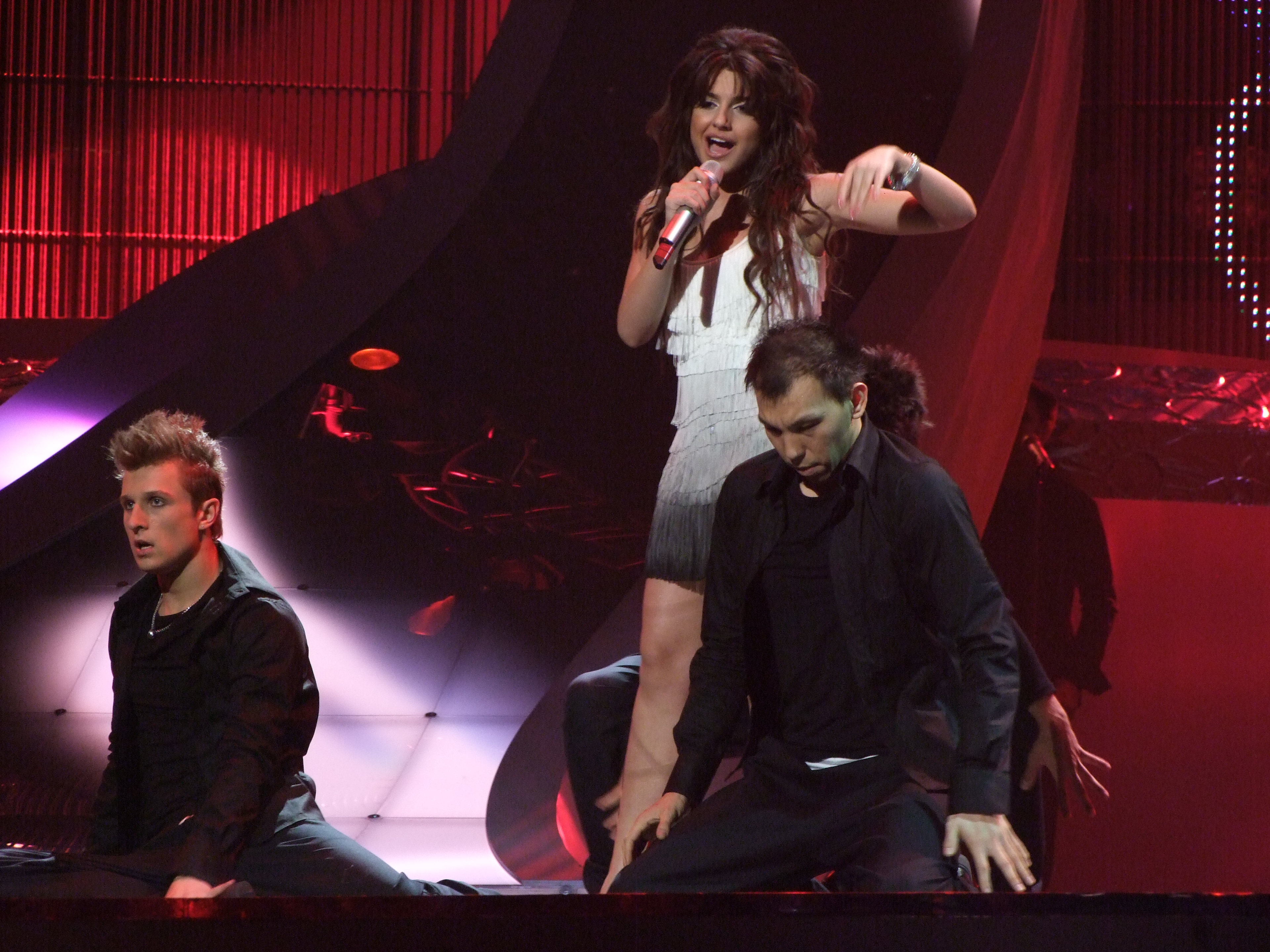
اجرا ترانه کِلِه کِلِه در مسابقه آواز یوروویژن ۲۰۰۸